# Eldon House
Eldon House est une Historic house (en) et un musée de London (Ontario).

## Histoire
Propriété géorgienne construite en 1834, elle s'étendait sur 45 000 m2. Le capitaine John Harris a rencontré sa femme Amelia Ryerse en 1815. La famille Ryerse était constituée d'éminents Canadiens et loyalistes britanniques. Le couple s'est marié en juin 1815 et a eu douze enfants ; dix ont survécu et ont grandi à Eldon House. Le 10 septembre 1834, Amelia Ryerse Harris, John Harris et leurs huit enfants de l'époque emménagent à Eldon House et l'occupent par la suite pendant les 125 années suivantes,. Leurs sept filles étaient des membres distingués de la scène sociale londonienne. À la mort de John, la maison passe à chacun de leurs trois fils, John Fitzjohn, Edward William et George Becher. Edward William est responsable d'un ajout à la maison en 1877.
George Becher Harris, associé du cabinet d'avocats des frères Harris, épouse Mary Elizabeth Lucy Ronalds (connue sous le nom de Lucy), qui était la seule arrière-petite-fille du pépiniériste Hugh Ronalds (en) et du commerçant de fourrures William Robertson. John Askin (en) est un autre de ses arrière-grands-pères. Lucy et George élèvent leurs quatre enfants à Raleigh House, à quelques pâtés de maisons au nord et à Eldon House, et en 1887 reprennent la propriété d'Eldon House au frère de George, Edward. Lucy a finalement hérité de la fortune de Robertson et du contenu de la maison de la famille Ronald à Brentford, en Angleterre. En raison de l'afflux de richesse, la famille peut faire un tour du monde extravagant en 1897. De nombreux objets de famille et souvenirs sont toujours exposés à Eldon House.
Après la mort de George en 1923, son fils aîné, George Henry Ronald Harris reprend la propriété. Ronald est diplômé du Collège militaire royal du Canada et a travaillé comme ingénieur minier à Greenwood, en Colombie-Britannique (1900–19011), à Québec, à Moçâmedes, dans l'ouest de l'Angola (1901–1903), aux Syndicats d'Afrique de l'Est (1903–1904) et aux Concessions Cassinga de nouveau en Angola (1905–1908). Beaucoup de ses souvenirs, en particulier des armes d'Afrique, sont exposés dans le musée actuel.
Ronald Harris et sa femme Lorna Gibbons vivaient à Eldon House avec leurs trois enfants : George, né en 1910 ; Amelia Lucy, née en 1913 ; et Ronald Sutton (Robin) né en 1919 et avec la sœur aînée de Ronald, Amelia (Milly) Harris. Après la mort de la sœur de George Henry Ronald Harris en 1959, ses enfants ont fait don de la maison et des jardins à la City de London.
Eldon House a été convertie en parc public, maintenant appelé Harris Park Eldon House is the oldest continued residence in the city of London. Elle est la résidence la plus ancienne de la ville de London et a été habité par la famille de John et Amelia Harris de 1834 jusqu'à ce qu'ils la donnent à la ville de London en 1959. Le propriétaire d'origine, le capitaine John Harris, a nommé Eldon House d'après le comte d'Eldon, qu'il admirait.
Une plaque historique de l'Ontario a été érigée par la province pour commémorer le rôle de la maison Eldon dans le patrimoine de l'Ontario.